# Дејвис куп 2008 — Америчка зона
Америчка зона је једна од три зоне регионалног такмичења у Дејвис купу 2008.

## Прва група

### Прво коло
8-10 фебруар
| бр. меча | 1 екипа  | Резултат | 2. екипа   | Место                   | Подлога      |
| 1.       | Чиле (1) |          | слободан   |                         |              |
| 2.       | Мексико  | 1-4      | Канада     | Калгари, Канада         | тепих (зат.) |
| 3.       | Уругвај  | 2-3      | Колумбија  | Пунта дел Есте, Уругвај | шљака (от.)  |
| 4.       | слободан |          | Бразил (2) |                         |              |

Победници играју друго коло за два места која воде у плеј оф за попуну Светске групе.
Поражени играју два кола плеј офа за останак у Првој групи.

### Друго коло за плеј оф за попуну Светске групе
11-13 април
| бр. меча | 1 екипа   | Резултат | 2. екипа   | Место                   | Подлога |
| 1.       | Чиле(1)   | 3-2      | Канада     | Сантијаго де Чиле, Чиле | шљака   |
| 2.       | Колумбија | 1:4      | Бразил (2) | Sorocaba, Бразил        | шљака   |

## Прво коло за опстанак у Првој групи
18-20 јул
| бр. меча | 1 екипа  | Резултат | 2. екипа | Место | Подлога |
| 1.       | слободан |          | Мексико  |       |         |
| 2.       | Уругвај  |          | слободан |       |         |

### Друго коло плеј офа
19- 21 септембар
| бр. меча | 1 екипа | Резултат | 2. екипа | Место                   | Подлога      |
| 1.       | Мексико | 2-3      | Уругвај  | Леон (Мексико), Мексико | тепих (зат.) |

Чиле и Бразил иду у плеј оф за попуну Светске групе, а Мексико прелази у Другу групу.

## Друга група

### Прво коло
8-10 фебруар
| бр. меча | 1 екипа                    | Резултат | 2. екипа         | Место                             | Подлога |
| 1.       | Еквадор(1)                 | 4-1      | Холандски Антили | Emmastad Холандски Антили         | тврд    |
| 2.       | Доминиканска Република (4) | 5-0      | Боливија         | Санта Круз де ла Сијера, Боливија | шљака   |
| 3.       | Бахаме                     | 4-1      | Венецуела (3)    | Насау, Бахами                     | тврда   |
| 4.       | Салвадор                   | 2-3      | Парагвај (2)     | Ламбаре, Парагвај                 | шљака   |

Победници играју још два кола за једно места које води у Прву групу. Поражени играју плеј оф за останак у Другој групи.

### Друго коло
11-13 април
| бр. меча | 1 екипа     | Резултат | 2. екипа                   | Место             | Подлога      |
| 1.       | Еквадор (1) | 4 - 1    | Доминиканска Република (4) | Гвајакил, Еквадор | шљака (отв.) |
| 2.       | Бахаме      | 1 - 4    | Парагвај (2)               | Насау, Бахами     | тврда        |

### Треће коло
19-21 септембар
| бр. меча | 1 екипа     | Резултат | 2. екипа     | Место             | Подлога |
| 1.       | Еквадор (Н) | 3 - 2    | Парагвај (Н) | Ламбаре, Парагвај | шљака   |

### Плеј оф за останак
11-13 април
| бр. меча | 1 екипа          | Резултат | 2. екипа | Место                           | Подлога      |
| 1.       | Холандски Антили | 3 - 2    | Боливија | Emmastad Холандски Антили       | тврд         |
| 2.       | Венецуела (3)    | 4 - 1    | Салвадор | СанХуан де лос Морос, Венецуела | шљака (отв.) |

Еквадор се квалификовао у Прву групу, а Боливија и Салвадор су испали у трећу групу за сезону 2009..

## Трећа група
Турнир је одржан у организацији Националне тениска федерације Хондураса у Тегусигалпи, Хондурасу на отвореним теренима са тврдом подлогом од 16-20 јула.
Екипе су подељене у две групе. Две првопласиране екипе из обе групе играле су нови турнир за два места која воде у Другу групу, а трећи и четврти су играли турнир за останак у Трећој групи.
| плас. | Група А        | Барбадос | Јамајка | Хондурас |
| ----- | -------------- | -------- | ------- | -------- |
| 1.    | Барбадос (2-0) | ххх      | 2-1     | 3-0      |
| 2.    | Јамајка (1-1)  | 1 - 2    | ххх     | 3-0      |
| 3.    | Хондурас (0-2) | 0-3      | 0 - 3   | ххх      |

| плас. | Група Б         | Гватемала | Порторико | Панама | Аруба |
| 1.    | Гватемала (3-0) | ххх       | 3-0       | 3-0    | 3-0   |
| 2.    | Порторико (2-1) | 0-3       | ххх       | 3-0    | 2-1   |
| 3.    | Панама (1-2)    | 0-3       | 0-3       | ххх    | 3-0   |
| 4.    | Аруба (0-3)     | 0-3       | 1 - 2     | 0 - 3  | ххх   |

Куба је одустала од такмичења.
| плас. | Група 1-4       | Гватемала | Јамајка | Барбадос | Порторико |
| ----- | --------------- | --------- | ------- | -------- | --------- |
| 1.    | Гватемала (3-0) | ххх       | 2-1     | 2-1      | 3-0       |
| 2.    | Јамајка (2-1)   | 1 - 2     | ххх     | 3-0      | 2-0       |
| 3.    | Барбадос (2-1)  | 1-2       | 0-3     | ххх      | 2-1       |
| 4.    | Порторико (0-3  | 0 - 3     | 0 - 2   | 1 - 2    | ххх       |

| плас. | Група 5-7      | БАР | ПАН   | ХАИ |     |
| 1.    | Барбадос (2-1) |     | 3-0   | 3-0 | 0-3 |
| 2.    | Панама (2-1)   | 0-3 |       | 2-0 | 2-1 |
| 3.    | Хаити (1-2)    | 0-3 | 0 - 2 |     | 2-1 |

Гватемала и Јамајка су се плариралр за Другу групт у сезони 2009, а Аруба у Панама испадају у Трећу групу

## Четврта група
Турнир је одржан у организацији Националне тениска федерације Хондураса у Тегусигалпи, Хондурасу на отвореним теренима са тврдом подлогом од 16-20 јула.
Две првопласиране екипе из групе пласирале су се у Тречу групу Америчке зоне за 2009. годину.
| плас. | Четврта група                    | Костарика | Хаити | Бермуди | Америчка Девичанска Острва |
| 1.    | Костарика (3-0)                  | ххх       | 2-1   | 3-0     | 2-0                        |
| 2.    | Хаити (2-1)                      | 1-2       | ххх   | 2-0     | 2-1                        |
| 3.    | Бермуди (1-2)                    | 1-2       | 0-2   | ххх     | 3-0                        |
| 4.    | Америчка Девичанска Острва (0-3) | 0-2       | 1-2   | 0-3     | ххх                        |

Костарика и Хаити су се пласирале у Трећу групу Америчке зоне за 2009. годину.